# NGC 4091
NGC 4091 (również PGC 38308 lub UGC 7083) – galaktyka spiralna (Sbc), znajdująca się w gwiazdozbiorze Warkocza Bereniki. Odkrył ją Heinrich Louis d’Arrest 2 maja 1864 roku. Jest to galaktyka z aktywnym jądrem typu LINER.